# 三谷八幡神社
三谷八幡神社（さんやはちまんじんじゃ）は、東京都品川区小山にある神社。登記上の宗教法人名称は八幡神社（はちまんじんじゃ）。

## 由緒
当神社は近隣にある小山八幡神社と延宝・元禄時代のころに「宗教上の軋轢」があったとされ、それにより三谷の名主石井助太夫が小山八幡神社にあった八幡神像を三谷にある出世稲荷社の境内に遷座し、三谷地区の氏神としたのが始まりである。昭和7年(1932年)には村社となる。その後の第二次世界大戦による戦災で社殿が焼失し、現在の社殿は昭和32年(1957年)に再建されたものである。

## 境内社
- 出世稲荷神社

## アクセス
- 東急目黒線・武蔵小山駅徒歩約6分
- 拝観は無料。